# Hippasa
Hippasa är ett släkte av spindlar. Hippasa ingår i familjen vargspindlar.

## Dottertaxa tillHippasa, i alfabetisk ordning[1]
- Hippasa affinis
- Hippasa afghana
- Hippasa agelenoides
- Hippasa albopunctata
- Hippasa australis
- Hippasa babai
- Hippasa bifasciata
- Hippasa brechti
- Hippasa charamaensis
- Hippasa cinerea
- Hippasa decemnotata
- Hippasa domratchevae
- Hippasa elienae
- Hippasa fabreae
- Hippasa flavicoma
- Hippasa funerea
- Hippasa greenalliae
- Hippasa hansae
- Hippasa haryanensis
- Hippasa himalayensis
- Hippasa holmerae
- Hippasa innesi
- Hippasa lamtoensis
- Hippasa loeffleri
- Hippasa loundesi
- Hippasa lycosina
- Hippasa madhuae
- Hippasa madraspatana
- Hippasa marginata
- Hippasa olivacea
- Hippasa partita
- Hippasa pisaurina
- Hippasa simoni
- Hippasa sinai
- Hippasa valiveruensis
- Hippasa wigglesworthi